# Петрешть (Вранча)
Петрешть, Петрешті (рум. Petrești) — село у повіті Вранча в Румунії. Входить до складу комуни Винеторі.
Село розташоване на відстані 168 км на північний схід від Бухареста, 4 км на північний схід від Фокшан, 71 км на північний захід від Галаца, 125 км на схід від Брашова.

## Населення
За даними перепису населення 2002 року у селі проживали 923 особи, з них 922 особи (99,9%) румунів. Рідною мовою 922 особи (99,9%) назвали румунську.